# Thai–lao barátság második hídja
A Thai–lao barátság második hídja a thaiföldi Mukdahant köti össze a laoszi Szavannakhettel. 1600 méter hosszú és 12 méter széles, 2 forgalmi sávval rendelkezik.
Építése 2004. március 21-én indult meg. 2006. december 19-én volt a hivatalos átadási ünnepség, de a nyilvánosság számára csak 2007. január 9-én adták át. A híd megépítése 2,5 milliárd bátba került, amit japán kölcsönökből finanszíroztak.
A hídon jobb oldali közlekedés van érvényben, de a thai oldalon a közlekedés iránya bal oldalira változik.

## Lásd még
- Thai–lao barátság hídja

## Képek galériája

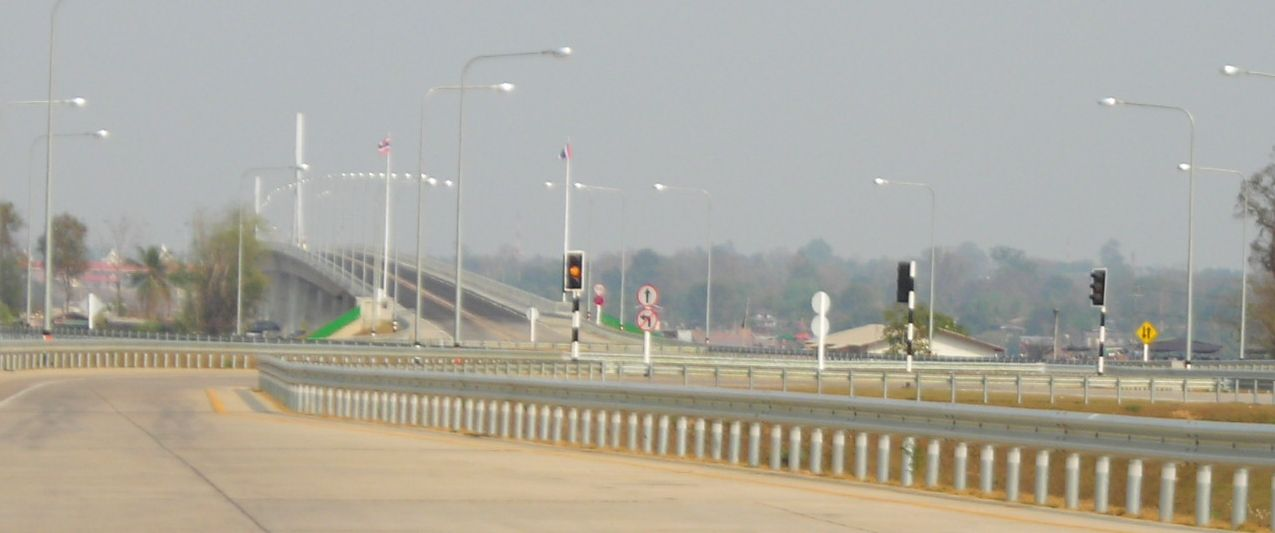
A közlekedési irányváltás helye
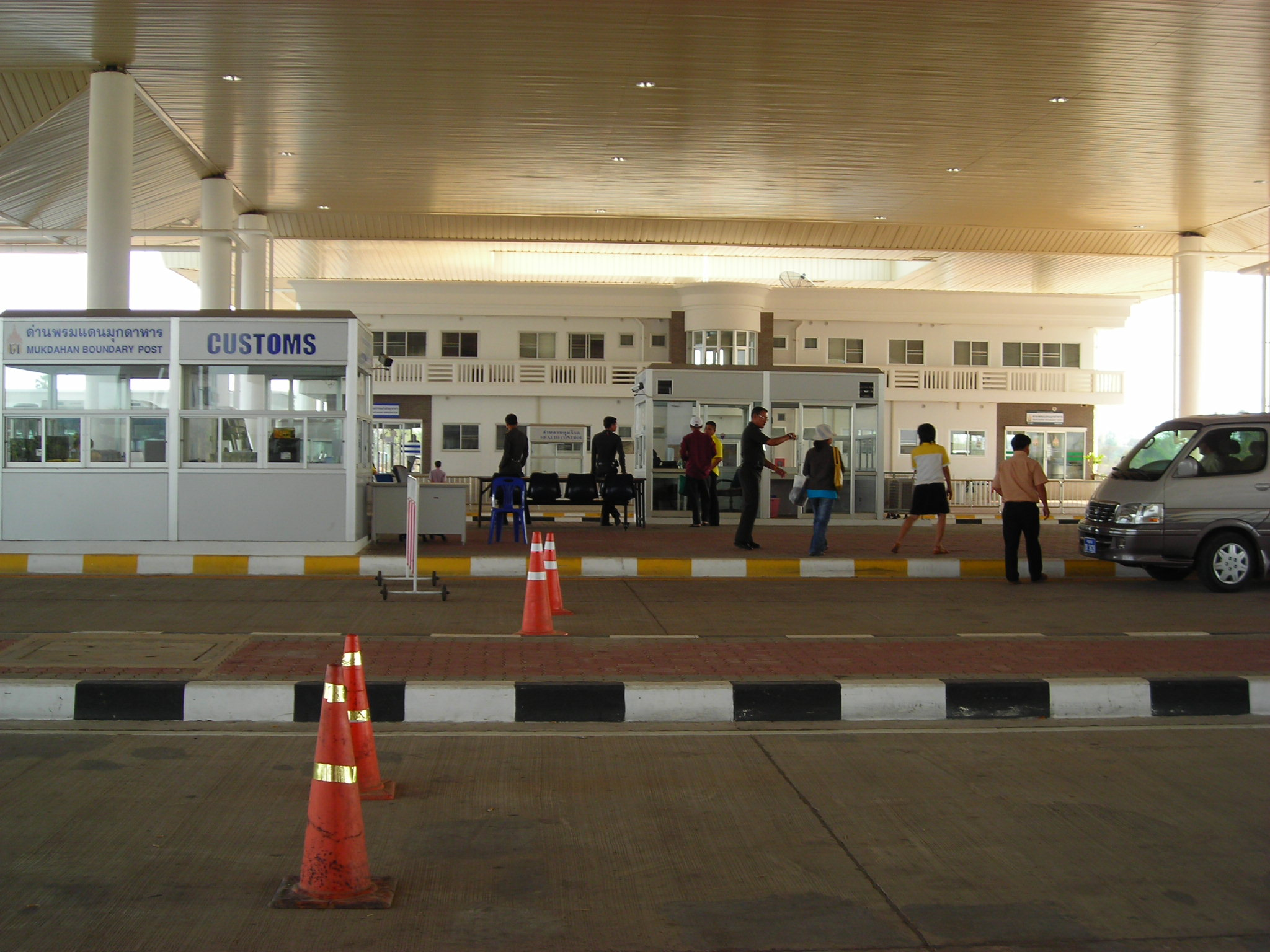
Határállomás a thai oldalon